# 彼得罗瓦茨 (波斯尼亚和黑塞哥维那)
彼得罗瓦茨（羅馬化：Petrovac），是波斯尼亚和黑塞哥维那实体之一塞族共和國的市镇。市镇面积为154.9平方公里，2013年人口数量为361人。
该市镇位于塞族共和国的西部，波士尼亞克拉伊納地区的中部。是从战前的波斯尼亞彼得羅瓦茨市镇根据析出一小部分而成。波斯尼亞彼得羅瓦茨市镇的剩余部分保留原名并隶属于波黑另一实体波黑联邦。截止至2019年，该市镇是塞族共和国人口最少的市镇之一。

## 人口
|        | 2013年       |
| 总计   | 361 (100,0%) |
| 塞族   | 358 (99,17%) |
| 波族   | 2 (0,554%)   |
| 黑山族 | 1 (0,277%)   |

## 图集

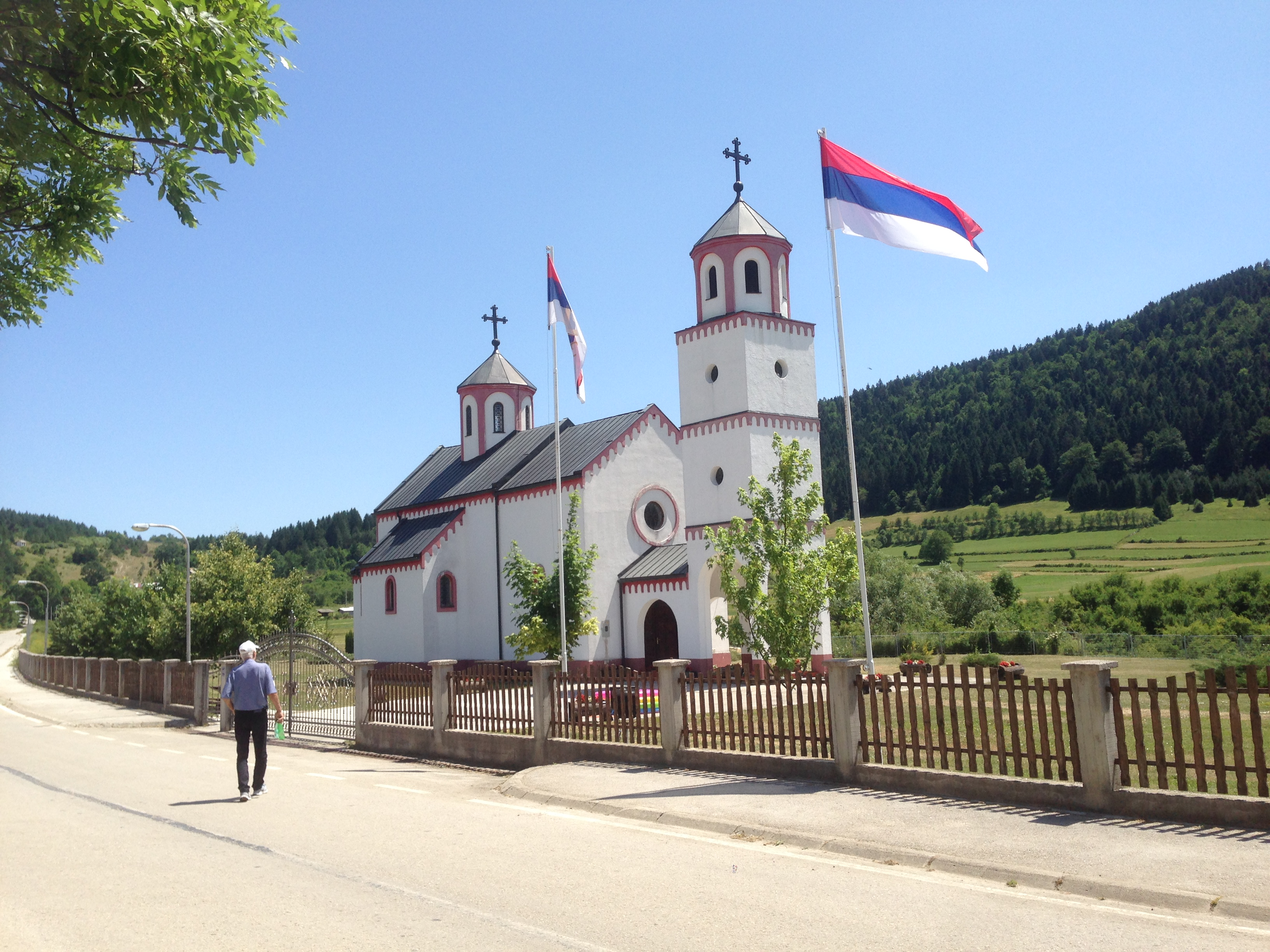
教堂
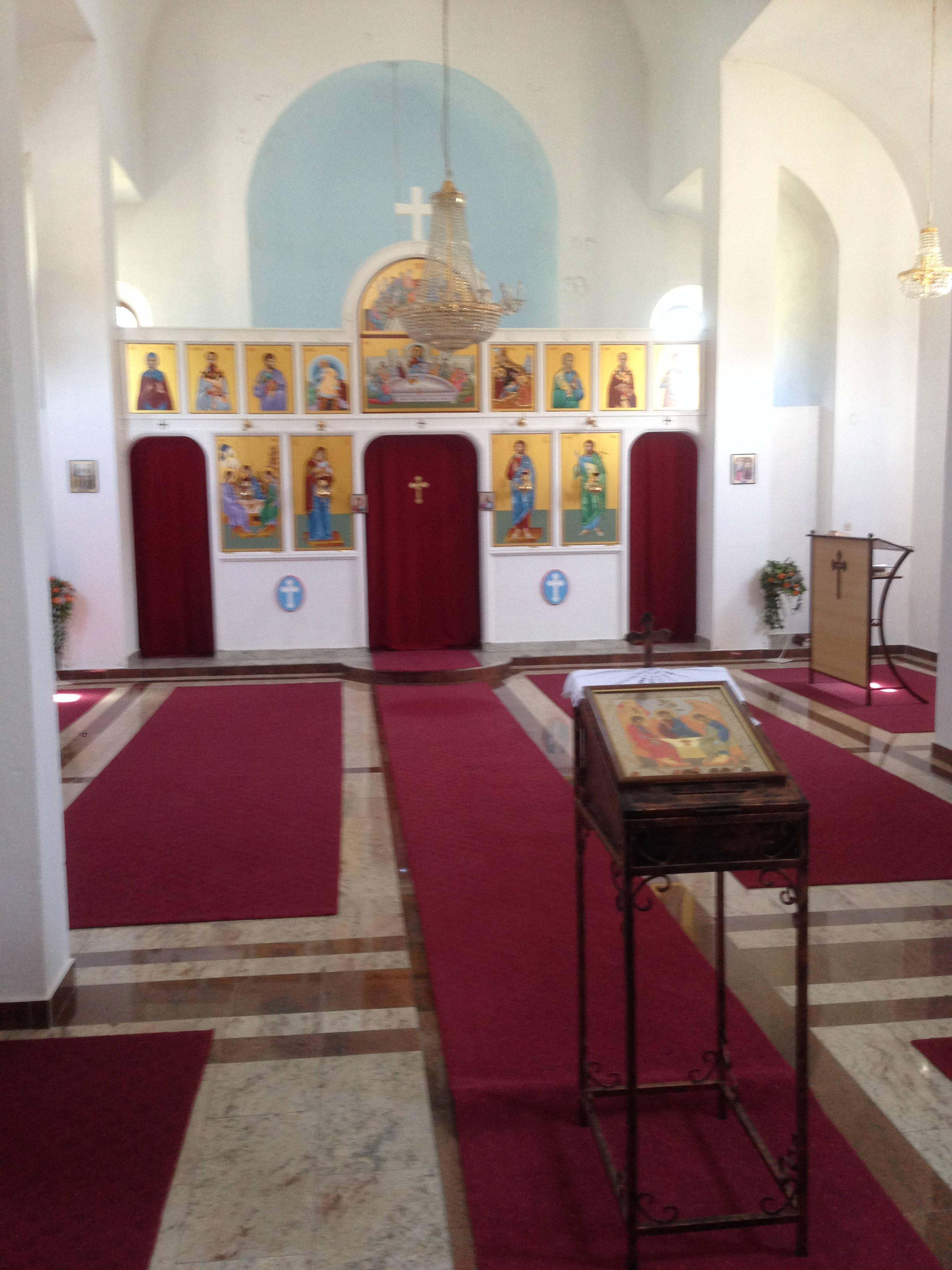
教堂内部